# Wishing for a Hero
Wishing for a Hero è un singolo del rapper statunitense Polo G, pubblicato il 3 giugno 2020 come sedicesimo e ultimo estratto dal suo secondo album in studio The Goat. Il brano vede la partecipazione del cantante statunitense BJ the Chicago Kid.

## Descrizione
Il brano, scritto dagli interpreti e dai produttori, ha come base una rivisitazione del beat del singolo di 2pac del 1998 Changes, e non è un caso. Infatti, il testo di Wishing for a Hero tratta argomenti simili al significato di Changes. Il brano osserva infatti come le persone afroamericane siano spesso discriminate e finiscano spesso a vivere in ghetti dove le guerre tra gang sono all'ordine del giorno.

## Tracce
1. Wishing for a Hero (feat. BJ the Chicago Kid) – 3:04 (testo: Taurus Bartlett, Bryan Sledge, Sidney Reynolds, Javon Reynolds, Jeff Gitty, Priority Beats, Tupac Shakur, Deon Evans, Bruce Hornsby – musica: The Superiors, Priority Beats, Jeff Gitty)

## Classifiche
| Classifica (2020) | Posizione massima |
| ----------------- | ----------------- |
| Stati Uniti       | 107               |